# 伊内斯·黑尔特
伊内斯·黑尔特 (Ines Härtel 1972年) 生于德国施塔斯富特，德国法学家。2020年7月起担任德国联邦宪法法院第一审判庭法官。

## 生平
伊内斯·黑尔特曾在哥廷根大学学习法学，并于1995年和1998年分别通过两次国家考试。2001年获得哥廷根大学法学博士学位。2005年在哥廷根大学取得公法学教授资格。于2003年-2009年在哥廷根大学法学系农业法研究所担任执行所长。2009年-2014年担任波鸿大学法学系教授。2015年-2017年担任维亚德里纳·欧洲大学法学系公法学教授，同时担任该校副校长。2017年-2019年担任德国勃兰登堡州州高等行政法院法官。2018年-2019年担任德国勃兰登堡州数据委员会委员。
2020年7月1日，伊内斯·黑尔特由德国社会民主党提名为联邦宪法法院法官。联邦参议院选举委员会于2020年7月3日通过选举，由联邦总统于2020年7月10日任命其为该院第一审判庭法官。她是德国联邦宪法法院第一位来自东德的女法官。